# Belgische kampioenschappen atletiek 2008
In 2008 werden de Belgische kampioenschappen atletiek Alle Categorieën gehouden op 5 en 6 juli op het sportcomplex van Naimette-Xhovémont in Luik. De organisatie lag in handen van RFCLiège athlétisme in samenwerking met de Ligue Belge Francophone d'Athlétisme.
De nationale kampioenschappen 10.000 m voor mannen en vrouwen en 3000 m steeple voor vrouwen werden op 2 juli 2008 verwerkt in het stadion van Jambes.

## Uitslagen

### 100 m
| rang   | atleet             | prestatie |
| ------ | ------------------ | --------- |
| Goud   | Erik Wijmeersch    | 10,44 s   |
| Zilver | Jean-Marie Louis   | 10,54 s   |
| Brons  | Damien Broothaerts | 10,66 s   |

| rang   | atlete        | prestatie |
| ------ | ------------- | --------- |
| Goud   | Olivia Borlée | 11,81 s   |
| Zilver | Hanna Mariën  | 11,82 s   |
| Brons  | Frauke Penen  | 11,86 s   |

### 200 m
| rang   | atleet           | prestatie |
| ------ | ---------------- | --------- |
| Goud   | Arnout Matthijs  | 21,35 s   |
| Zilver | Jean-Marie Louis | 21,42 s   |
| Brons  | Ingmar Herreman  | 21,63 s   |

| rang   | atlete           | prestatie |
| ------ | ---------------- | --------- |
| Goud   | Élodie Ouédraogo | 23,47 s   |
| Zilver | Hanna Mariën     | 23,53 s   |
| Brons  | Laetitia Libert  | 24,40 s   |

### 400 m
| rang   | atleet          | prestatie |
| ------ | --------------- | --------- |
| Goud   | Arnaud Ghislain | 46,56 s   |
| Zilver | Nils Duerinck   | 47,04 s   |
| Brons  | Arnaud Destatte | 47,33 s   |

| rang   | atlete           | prestatie |
| ------ | ---------------- | --------- |
| Goud   | Elke Bogemans    | 54,10 s   |
| Zilver | Wendy Den Haeze  | 54,10 s   |
| Brons  | Kristine Strackx | 55,03 s   |

### 800 m
| rang   | atleet            | prestatie |
| ------ | ----------------- | --------- |
| Goud   | Matthias Rosseeuw | 1.53,88   |
| Zilver | Thomas Matthys    | 1.54,16   |
| Brons  | Hans Omey         | 1.55,11   |

| rang   | atlete               | prestatie |
| ------ | -------------------- | --------- |
| Goud   | Charlotte Debroux    | 2.11,48   |
| Zilver | Lynn Van Der Stricht | 2.13,26   |
| Brons  | Marlies Schils       | 2.13,65   |

### 1500 m
| rang   | atleet                | prestatie |
| ------ | --------------------- | --------- |
| Goud   | Kim Ruell             | 3.57,15   |
| Zilver | Geoffrey Marrion      | 3.57,55   |
| Brons  | Mario Van Waeyenberge | 3.57,92   |

| rang   | atlete            | prestatie |
| ------ | ----------------- | --------- |
| Goud   | Veerle Dejaeghere | 4.31,89   |
| Zilver | Sylvie Ameloot    | 4.36,18   |
| Brons  | Griet Terryn      | 4.37,15   |

### 5000 m
| rang   | atleet                   | prestatie |
| ------ | ------------------------ | --------- |
| Goud   | Guy Fays                 | 14.30,41  |
| Zilver | Michael Brandenbourg     | 14.38,20  |
| Brons  | Lander Van Droogenbroeck | 14.40,88  |

| rang   | atlete              | prestatie |
| ------ | ------------------- | --------- |
| Goud   | Elke Van Hoeymissen | 16.39,65  |
| Zilver | Selien De Schrijder | 16.46,08  |
| Brons  | Xenia Luxem         | 16.50,58  |

### 10.000 m[1]
| rang   | atleet                   | prestatie |
| ------ | ------------------------ | --------- |
| Goud   | Guy Fays                 | 29.45,57  |
| Zilver | Stefan Van Den Broek     | 30.00,62  |
| Brons  | Lander Van Droogenbroeck | 30.10,76  |

| rang   | atlete              | prestatie |
| ------ | ------------------- | --------- |
| Goud   | Alemitu Bekele      | 35.48,82  |
| Zilver | Hanna Vandenbussche | 35.54,45  |
| Brons  | Louise Deldicque    | 36.08,23  |

### 110 m horden/100 m horden
| rang   | atleet             | prestatie |
| ------ | ------------------ | --------- |
| Goud   | Adrien Deghelt     | 13,79 s   |
| Zilver | Damien Broothaerts | 13,82 s   |
| Brons  | Sven Pieters       | 14,28 s   |

| rang   | atlete          | prestatie |
| ------ | --------------- | --------- |
| Goud   | Elisabeth Davin | 13,09 s   |
| Zilver | Eline Berings   | 13,30 s   |
| Brons  | Sara Aerts      | 13,47 s   |

### 400 m horden
| rang   | atleet             | prestatie |
| ------ | ------------------ | --------- |
| Goud   | Piet Deveughele    | 51,67 s   |
| Zilver | Pieter De Schepper | 52,18 s   |
| Brons  | Gregory Vervloet   | 52,49 s   |

| rang   | atlete           | prestatie |
| ------ | ---------------- | --------- |
| Goud   | Jessie Raes      | 59,90 s   |
| Zilver | Joke Mortier     | 60,10 s   |
| Brons  | Natalie Verboven | 60,55 s   |

### 3000 m steeple[2]
| rang   | atleet           | prestatie |
| ------ | ---------------- | --------- |
| Goud   | Koen Wilssens    | 8.52,81   |
| Zilver | Dries Busselot   | 9.04,89   |
| Brons  | Jeremy Van Ophem | 9.14,65   |

| rang   | atlete               | prestatie |
| ------ | -------------------- | --------- |
| Goud   | Veerle Dejaeghere    | 9.47,42   |
| Zilver | Vanja Cnops          | 10.51,85  |
| Brons  | Annelore Desaedeleer | 10.58,58  |

### Verspringen
| rang   | atleet            | prestatie |
| ------ | ----------------- | --------- |
| Goud   | Michael Velter    | 7,74 m    |
| Zilver | Nicolas Stempnick | 7,63 m    |
| Brons  | Cedric Nolf       | 7,14 m    |

| rang   | atlete         | prestatie |
| ------ | -------------- | --------- |
| Goud   | Tia Hellebaut  | 6,22 m    |
| Zilver | Sara Aerts     | 6,00 m    |
| Brons  | Kim Van Hertem | 5,91 m    |

### Hink-stap-springen
| rang   | atleet              | prestatie |
| ------ | ------------------- | --------- |
| Goud   | Corentin Debailleul | 15,25 m   |
| Zilver | Franck Cannaert     | 14,48 m   |
| Brons  | Gert Messiaen       | 14,41 m   |

| rang   | atlete            | prestatie |
| ------ | ----------------- | --------- |
| Goud   | Anne Claes        | 12,68 m   |
| Zilver | Jolien Van Brempt | 12,54 m   |
| Brons  | Flora Kizuani     | 12,04 m   |

### Hoogspringen
| rang   | atleet           | prestatie |
| ------ | ---------------- | --------- |
| Goud   | Tim Rummens      | 2,11 m    |
| Zilver | Bart Van Deursen | 2,08 m    |
| Brons  | Timothy Hubert   | 2,08 m    |

| rang   | atlete            | prestatie |
| ------ | ----------------- | --------- |
| Goud   | Sabrina De Leeuw  | 1,77 m    |
| Zilver | Alison Roquet     | 1,71 m    |
| Brons  | Hanne Van Hessche | 1,71 m    |

### Polsstokhoogspringen
| rang   | atleet           | prestatie |
| ------ | ---------------- | --------- |
| Goud   | Kevin Rans       | 5,25 m    |
| Zilver | Denis Goossens   | 5,10 m    |
| Brons  | François Gourmet | 5,00 m    |

| rang   | atlete                | prestatie |
| ------ | --------------------- | --------- |
| Goud   | Fanny Smets           | 3,70 m    |
| Zilver | Anne Frederique Krier | 3,40 m    |
| Brons  | Chloé Henry           | 3,35 m    |

### Kogelstoten
| rang   | atleet          | prestatie |
| ------ | --------------- | --------- |
| Goud   | Wim Blondeel    | 18,12 m   |
| Zilver | Filip Eeckhout  | 16,62 m   |
| Brons  | Alain Guillaume | 16,34 m   |

| rang   | atlete               | prestatie |
| ------ | -------------------- | --------- |
| Goud   | Catherine Timmermans | 14,64 m   |
| Zilver | Annelies Peetroons   | 14,25 m   |
| Brons  | Sophie Verlinden     | 13,78 m   |

### Discuswerpen
| rang   | atleet            | prestatie |
| ------ | ----------------- | --------- |
| Goud   | Kris Coene        | 55,23 m   |
| Zilver | Wim Blondeel      | 52,81 m   |
| Brons  | Jurgen Verbrugghe | 49,42 m   |

| rang   | atlete             | prestatie |
| ------ | ------------------ | --------- |
| Goud   | Inge Vangeel       | 51,32 m   |
| Zilver | Veerle Blondeel    | 50,80 m   |
| Brons  | Annelies Peetroons | 48,25 m   |

### Speerwerpen
| rang   | atleet        | prestatie |
| ------ | ------------- | --------- |
| Goud   | Tom Goyvaerts | 76,02 m   |
| Zilver | Thomas Smet   | 69,21 m   |
| Brons  | Loic Lemaitre | 62,22 m   |

| rang   | atlete        | prestatie |
| ------ | ------------- | --------- |
| Goud   | Melissa Dupré | 47,79 m   |
| Zilver | Sarah Vermeir | 43,58 m   |
| Brons  | Anne Verbist  | 41,21 m   |

### Kogelslingeren
| rang   | atleet                | prestatie |
| ------ | --------------------- | --------- |
| Goud   | Nicolas Pierre        | 63,71 m   |
| Zilver | Walter De Wyngaert    | 63,11 m   |
| Brons  | Timothy Vanmassenhove | 54,70 m   |

| rang   | atlete              | prestatie |
| ------ | ------------------- | --------- |
| Goud   | Irina Sustelo       | 57,25 m   |
| Zilver | Patricia Blondeel   | 49,81 m   |
| Brons  | Julie Van Oystaeyen | 48,39 m   |

1889 · 
1890 · 
1891 · 
1892 · 
1893 · 
1894 · 
1895 · 
1896 · 
1897 · 
1898 · 
1899 · 
1900 · 
1901 · 
1902 · 
1903 · 
1904 · 
1905 · 
1906 ·
1907 ·
1908 · 
1909 · 
1910 · 
1911 · 
1912 · 
1913 · 
1914 · 
1919 · 
1920 · 
1921 · 
1922 · 
1923 · 
1924 · 
1925 · 
1926 · 
1927 · 
1928 · 
1929 · 
1930 · 
1931 · 
1932 · 
1933 · 
1934 · 
1935 · 
1936 · 
1937 · 
1938 · 
1939 · 
1940 · 
1941 · 
1942 · 
1943 · 
1944 · 
1945 · 
1946 · 
1947 · 
1948 · 
1949 · 
1950 · 
1951 · 
1952 · 
1953 · 
1954 · 
1955 · 
1956 · 
1957 · 
1958 · 
1959 · 
1960 · 
1961 · 
1962 · 
1963 · 
1964 · 
1965 · 
1966 · 
1967 · 
1968 · 
1969 · 
1970 · 
1971 · 
1972 · 
1973 · 
1974 · 
1975 · 
1976 · 
1977 · 
1978 · 
1979 · 
1980 · 
1981 · 
1982 · 
1983 · 
1984 · 
1985 · 
1986 · 
1987 · 
1988 · 
1989 · 
1990 · 
1991 · 
1992 · 
1993 · 
1994 ·
1995 · 
1996 · 
1997 · 
1998 · 
1999 · 
2000 · 
2001 · 
2002 · 
2003 · 
2004 · 
2005 · 
2006 · 
2007 · 
2008 · 
2009 · 
2010 · 
2011 · 
2012 · 
2013 · 
2014 · 
2015 · 
2016 · 
2017 · 
2018 · 
2019 · 
2020 · 
2021 · 
2022 · 
2023 · 
2024